# 有界函数

有界函数（红色）和无界函数（蓝色）的示意图。可以看到，有界函数的图形保持在（虚线）水平带内，而无界函数的图形不保持在水平带内。

在数学中，如果在某个集合{\displaystyle X}上定义的具有实数或复数值的某个函数{\displaystyle f}的值域是有界集合，则函数{\displaystyle f}被称为有界的（或有界函数）。换句话说，存在实数{\displaystyle M>0}，使得对于集合{\displaystyle X}中的所有{\displaystyle x}，都有{\displaystyle |f(x)|\leq M}。有时，如果对于集合{\displaystyle X}中的所有{\displaystyle x}，都有{\displaystyle f(x)\leq A}，则函数{\displaystyle f}称为上有界的，{\displaystyle A}就是它的一个上界；如果对于集合{\displaystyle X}中的所有{\displaystyle x}，都有{\displaystyle f(x)\geq B}，则函数称为下有界的，{\displaystyle B}就是它的一个下界。
一个特例是有界数列，其中{\displaystyle X}是所有自然数所组成的集合{\displaystyle \mathbb {N} }。所以，一个数列{\displaystyle f=(a_{0},a_{1},a_{2},\ldots )}
是有界的，如果存在一个数{\displaystyle M>0}，使得对于所有的自然数{\displaystyle n}，都有{\displaystyle \left\vert a_{n}\right\vert \leq M}。

## 例子
- 由{\displaystyle f(x)=\sin x}所定义的函数{\displaystyle f:R\rightarrow R}是有界的。如果正弦函数是定义在所有复数的集合上，则不再是有界的。
- 函数{\displaystyle f(x)={\frac {1}{x^{2}-1}}}（{\displaystyle x}不等于−1或1）是无界的。当{\displaystyle x}越来越接近−1或1时，函数的值就变得越来越大。但是，如果把函数的定义域限制为{\displaystyle [2,\infty )}，则函数就是有界的。

- 函数{\displaystyle f(x)={\frac {1}{x^{2}+1}}}是有界的。

- 任何一个连续函数{\displaystyle f:[0,1]\rightarrow R}都是有界的。
- 狄利克雷函数：当{\displaystyle x}是有理数时，函数的值是0，而当{\displaystyle x}是无理数时，函数的值是1。这个函数是有界的。有界函数并不一定是连续的。